# Edme-Jean Baptiste Bouillon-Lagrange
Pour les articles homonymes, voir Bouillon et Lagrange.
Edme-Jean Baptiste Bouillon-Lagrange, né à Paris en 1764 et mort dans cette ville en 1844, est un chimiste et pharmacien français.

## Biographie
Il étudie la médecine sous Desault puis la pharmacie avec Demachy et Rouelle et est nommé professeur de chimie à l'École de Pharmacie de Paris en 1788, Fourcroy lui confiant une partie de ses cours à l'Athénée et l'associant dès cette époque à ses travaux. Il organise en 1793 les hôpitaux de l'armée en qualité de pharmacien-major et participe aux campagnes napoléoniennes comme essayeur à l'agence des poudres et salpêtres. Chef des travaux chimiques et répétiteur de chimie à l'École polytechnique, professeur de physique et de chimie à l’École centrale du Panthéon, il devient un des administrateurs de l’établissement. Professeur au lycée Napoléon (1799), pharmacien de Napoléon et médecin de l'Impératrice Joséphine (1806), il devient à la Restauration membre de la Société de pharmacie de Paris (qui deviendra Académie nationale de Pharmacie en 1979), et  en sera le premier Secrétaire général à sa création en 1803 jusqu'en 1807, puis Vice-Président en 1808 et président à trois reprises 1809, 1813 et 1819, puis directeur. En 1836, il est nommé membre du conseil de salubrité.

## Œuvres
Auteur d'ouvrages scientifiques, il fut le premier à préconiser l'essai chimique des médicaments: "Un médicament, disait-il, est une machine que l'on ne peut bien connaître que lorsqu'on la défait pour examiner toutes les pièces qui la composent. Pour en rendre l'usage plus sûr, il faut démonter toutes les pièces et les examiner à leur tour".
On lui doit l'analyse d'une foule de substances médicales (styrax, séné, ambre gris, aloès, safran, tannin, agaric etc), des mémoires sur les acides subérique et camphorique, sur l'eau de mer, sur les transformations de la fécule, ainsi qu'un Manuel du pharmacien et un Manuel de chimie, devenus au XIXe siècle des classiques. Il fournit également des articles à la partie Médecine de l'Encyclopédie méthodique.

## Source
Cet article comprend des extraits du Dictionnaire Bouillet. Il est possible de supprimer cette indication, si le texte reflète le savoir actuel sur ce thème, si les sources sont citées, s'il satisfait aux exigences linguistiques actuelles et s'il ne contient pas de propos qui vont à l'encontre des règles de neutralité de Wikipédia.